# Micunari Išida
Micunari Išida (石田三成 Išida Micunari, 1559 – 6. listopadu 1600) byl samuraj, který vedl Západní armádu v bitvě u Sekigahary, jež ukončila období Azuči-Momojama v 16. století. Jeho dětské jméno bylo Sakiči (佐吉).

## Původ
Narodil se v jižní části provincie Ómi (nyní prefektura Šiga) a byl druhým synem Išidy Masacugy, vazala klanu Asai. Išida se stáhl do ústraní po porážce klanu Asai v roce 1573.

## Služba pro Hidejošiho
Podle legendy byl Macunari před službou u Hidejošiho Tojotomiho mnichem v buddhistickém chrámu, tato legenda je ale pochybná, protože vznikla až v období Edo.
Micunari potkal Hidejošiho Tojotomiho, když byl ještě mladý, a později jako daimjóa z Nagahamy. Když Hidejoši vedl tažení v oblasti Čúgoku, Micunari mu asistoval v útocích na hrady jako Tottori a Takamacu (nyní v prefektuře Okajama).
Když se Hidejoši chopil moci, Micunari se díky svému finančnímu a početnímu nadání stal finančním správcem. Dále byl od roku 1585 správcem provincie Sakai: Tuto roli vykonával spolu se svým starším bratrem Išidou Masazumim. Byl jmenován jedním z pěti bugjóů (neboli hlavních správců) Hidejošiho vlády. Hidejoši ho jmenoval daimjóem (správcem) města Sawajama v provincii Ómi (nyní část Hikone): Hrad Sawajama byl v té době znám jako jeden z nejlépe opevněných.
Micunari se posléze stal v Hidejošiho vládě hlavním úředníkem: To již byl znám svou přísnou povahou. Ačkoliv měl mnoho přátel, zároveň měl i konflikty s některými daimjóy, kteří byli proslulými skvělými válečníky, a to včetně Hidejošiho příbuzných: s rodinou Fukušima Masanori. Po smrti Tojotomiho Hidejošiho se jejich vztahy ještě zhoršily: Ústředním bodem jejich sporu byla otázka, zda se by Iejasu Tokugawa měl stát regentem vlády Tojotomi, jehož formální hlavou byl nezletilý Hidejošův syn Hidejori Tojotomi.
Důsledkem tohoto politického konfliktu byla bitva u Sekigahary v roce 1600: Micunarimu se podařilo zorganizovat Západní armádu, kterou vedl Terumoto Móri, ale východní koalice vedená Iejasuem Tokugawou byla větší a bitva skončila Micunariho porážkou. Po té se Micunari sice pokusil uprchnout, ale byl zadržen vesničany. Poté byl údajně po ramena zahrabán do země a uřezali mu hlavu. Tu následně veřejně vystavili v tehdejším hlavním městě Kjótu, podle legendy však po několika dnech záhadně zmizela. Další velitelé západní armády Jukinaga Koniši a Ekei Ankokudži byli také popraveni.

## Rodina
Micunari měl tři syny (Šigeie, Šigenari a Sakiči) a tři dcery (je známo pouze jméno mladší dcery, Tacuko) s manželkou, a další dítě od milenky.